# Nuno Claro
Nuno Claro Simões Coimbra (Tondela, 7 de Janeiro de 1977) foi um futebolista profissional português que se destacou na posição de guarda-redes em clubes de Primeira Liga portuguesa (FC Paços de Ferreira, Moreirense FC, Vitória SC) e romena (CFR Cluj e ASC Poli Timisoara).  
Este ex-futebolista português participou em vários jogos pelo CFR Cluj na Champions League e Europa League. Conquistou ao longo da sua carreira vários títulos: 3 Ligas, 2 Taças e 2 Supertaças da Roménia e ainda uma II Liga Portuguesa.  
Após terminar a sua carreira de futebolista em 2015, Nuno Claro é atualmente treinador de futebol. 

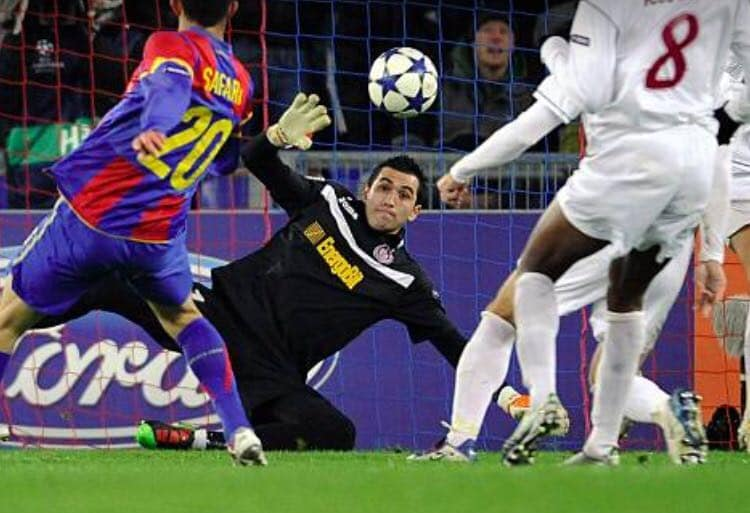
Nuno Claro em jogo da Liga dos Campeões

## Títulos
- 3 LIGA ROMENA 2007/08, 2009/10, 2011/12
- 3 TAÇA DA ROMÉNIA 2007/08, 2008/09, 2009/10
- 2 SUPERTAÇA ROMÉNIA 2009/10, 2010/11
- 1 LIGA PORTUGUESA 1999/00